# Nosferatu (jeu vidéo)
Pour les articles homonymes, voir Nosferatu.
Nosferatu (ノスフェラトゥ) est un jeu vidéo de plates-formes développé et édité par SETA Corporation. Il est sorti en 1994 au Japon et en 1995 en Amérique du Nord sur Super Nintendo. Il s'inscrit dans la catégorie des jeux de plates-formes cinématographiques, semblable aux jeux Prince of Persia, Flashback ou encore Blackthorne,.

## Synopsis
Le jeu commence lorsqu'un jeune homme, Kyle, s'introduit dans le château de Nosferatu, pour tenter de sauver sa fiancée Erin, qui a été enlevée par le vampire,. Le château est rempli de pièges et des sbires de Nosferatu.

## Système de jeu
Le jeu est composé de six niveaux, gardés dans l'ordre par un loup-garou, des orangs-outans jumeaux, un zombie vampire, un fantôme, un golem et finalement Nosferatu. Le mode de combat au corps à corps rappelle celui des séries Double dragon et Final fight,. La collecte de cristaux rouges permet d'augmenter la forces des attaques.

## Développement
L'ambiance sonore est l’œuvre de Masanao Akahori de la société Opus corp,,.

## Accueil
Joypad loue la qualité de l'animation du personnage principal, qu'il trouve réaliste, et apprécie l'ambiance du jeu.